# 宮崎県道46号高城山田線
宮崎県道46号高城山田線（みやざきけんどう46ごう たかじょうやまだせん）は、宮崎県都城市を通る県道（主要地方道）である。

## 概要
都城市高城町穂満坊から都城市山田町山田に至る。

### 路線データ
- 起点：宮崎県都城市高城町穂満坊（高城町穂満坊交差点、国道10号交点、宮崎県道47号三股高城線終点）
- 終点：宮崎県都城市山田町山田（西栫（にしかこい）交差点、宮崎県道42号都城野尻線交点）

## 歴史
- 1959年（昭和34年）6月1日 - 宮崎県告示第226号により、県道高城山田線として路線認定される（当時の整理番号は6）[1]。
- 1993年（平成5年）5月11日 - 建設省から、県道高城山田線が高城山田線として主要地方道に指定される[2]。

## 路線状況

### 重複区間
- 宮崎県道420号中方限庄内線（都城市上水流（つる）町）
- 国道221号（都城市上水流町・志和池交差点 - 都城市上水流町・志和池小入口交差点）

### 道路施設

#### 橋梁
- 王子橋（大淀川、都城市）

## 地理

### 通過する自治体
- 都城市

### 交差する道路
| 交差する道路                                                  | 交差する場所     | 交差する場所                    |
| ------------------------------------------------------------- | ---------------- | ------------------------------- |
| 国道10号 宮崎県道47号三股高城線                               | 高城町穂満坊     | 高城町穂満坊交差点 / 起点       |
| 宮崎県道420号中方限庄内線 重複区間起点                        | 上水流（つる）町 |                                 |
| 国道221号 重複区間起点 宮崎県道420号中方限庄内線 重複区間終点 | 上水流町         | 志和池交差点                    |
| 国道221号 重複区間終点                                        | 上水流町         | 志和池小入口交差点              |
| 宮崎県道425号万ヶ塚停車場線                                   | 丸谷町           |                                 |
| 宮崎県道42号都城野尻線                                        | 山田町山田       | 西栫（にしかこい）交差点 / 終点 |

### 交差する鉄道
- 吉都線

### 沿線
- 都城市立志和池小学校
- 都城市立志和池中学校
- JR九州吉都線 万ヶ塚駅